# Barahna yeppoon
Barahna yeppoon är en spindelart som beskrevs av Davies 2003. Barahna yeppoon ingår i släktet Barahna och familjen Stiphidiidae. Inga underarter finns listade.